# Ronja, la hija del bandolero (serie de televisión)
Sanzoku no musume Rōnya (山賊の娘ローニャ lit. Ronja, la hija del bandolero?) es una serie de televisión anime en animación digital dirigida por Gorō Miyazaki y coproducida por Polygon Pictures y Studio Ghibli. Fue emitida en Japón por la cadena NHK BS premium del 11 de octubre de 2014 al 28 de marzo de 2015. La obra es la adaptación para televisión en veintiséis episodios de la novela de fantasía Ronja, la hija del bandolero de la escritora sueca Astrid Lindgren.

## Producción
La serie está dirigida y el guion gráfico por Gorō Miyazaki, con Hiroyuki Kawasaki manejando la composición de la serie y escribiendo los guiones, Katsuya Kondō diseñando los personajes, Toshio Suzuki proporcionando el logo del título y Satoshi Takebe componiendo la música. Miyazaki declaró: "Ronja, la hija del ladrón no es solo una historia sobre una niña que se convierte en adulta, sino también una historia de amor, crecimiento y el vínculo entre padres e hijos y sus amigos. Nuestro objetivo es crear una historia que pueda ser disfrutado por todos, desde niños hasta adultos ". Kazuyoshi Saito escribió, produjo e interpretó todos los instrumentos en la canción " Player" que fue cantada por Mari Natsuki como tema final. Es la primera serie de televisión de Studio Ghibli.